# Lil Xan
Lil Xan   (Redlands, 6 de setembre de 1996), és el nom professional de Diego Leanos, és un raper estatunidenc d'ascendència mexicana. Va començar a aconseguir fama després de publicar el seu tema "Betrayed", que va arribar a ser el número 64 al Billboard Hot 100. El seu nom no prové del derivat de la droga Xanax, sinó que del seu nom Alexander (aleXANder) segons una entrevista.
Diego va néixer el 6 de setembre del 1996 a Redlands, Califòrnia. Durant la seva infantesa va viure en motels, ja que no disposava de gaires diners. Estudiava al Redlands East Valley High School, però va deixar l'escola al seu primer any de secundaria. Va estar una temporada sense treball. Va treballar d'escombriaire i a més venia drogues. Després d'això va intentar fer-se lloc al món de la fotografia, però, en un concert d'un amic raper li van robar la càmera. I animat pels seus amics va decidir iniciar la seva carrera musical com a raper.
Diego va ser addicte al Xanax, als opiacis i a les benzodiazepines. Tot i així va poder deixar les drogues, havent sigut addicte durant dos anys.